# Takácsi, Veszprém
Takácsi  este un sat în districtul Pápa, județul Veszprém, Ungaria, având o populație de 909 locuitori (2011). 

## Demografie
Componența etnică a satului Takácsi
     Maghiari (98,71%)
     Alții (1,29%)
Componența confesională a satului Takácsi
     Romano-catolici (35,53%)
     Reformați (21,89%)
     Luterani (19,69%)
     Fără religie (3,08%)
     Necunoscută (19,8%)
Conform recensământului din 2011, satul Takácsi avea 909 locuitori. Din punct de vedere etnic, majoritatea locuitorilor (98,71%) erau maghiari. Nu există o religie majoritară, locuitorii fiind romano-catolici (35,53%), reformați (21,89%), luterani (19,69%) și persoane fără religie (3,08%). Pentru 19,8% din locuitori nu este cunoscută apartenența confesională.